# Kikunae Ikeda
Kikunae Ikeda (japansk: 池田 菊苗 Ikeda Kikunae,født 8. oktober 1864, død 3. maj 1936) var en japansk kemiker og Tokyo Imperial University-professor i kemi. I 1908 opdagede han den kemiske rod bag en smag han kaldte umami. Det er en af de fem grundsmage, sammen med sød, bitter, surt og saltet.
Smagen blev opdaget da, han fandt frem til en fælles komponent (Glutaminsyre), som som stod bag smagen i kød, tang og tomater, og som dermed producerede følelsen af umami.
Han tog også patent på aminosyren mononatriumglutamat.